# Wreech (Adelsgeschlecht)

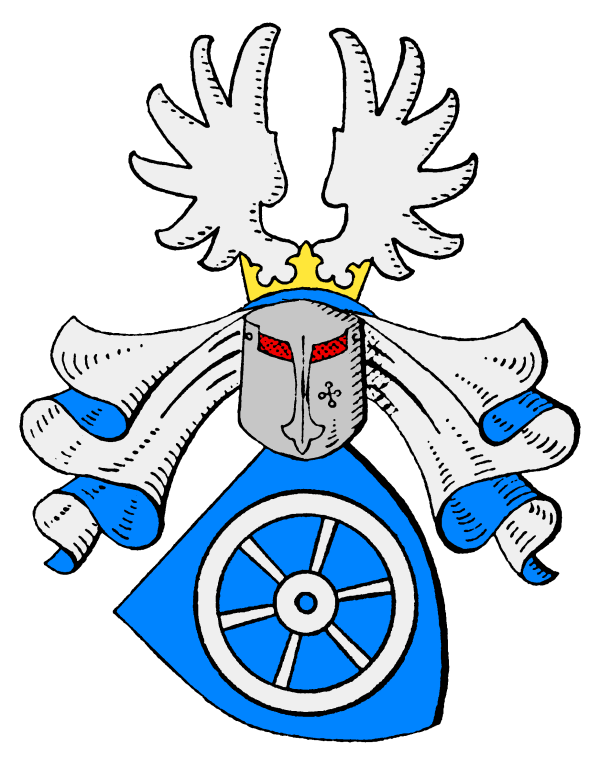
Wappen derer von Wreech

Wreech ist der Name eines alten neumärkischen Adelsgeschlechtes.

## Geschichte
Das Geschlecht erscheint erstmals urkundlich am 25. Januar 1278 mit dem Ritter aus Wrech (Wrechow) Gerhardus de Wreech in Neu-Landsberg. Die Namensform wechselte zwischen Wrech, Wreich und Wreech. Es besteht eine Wappengleichheit mit den von Jagow, die aus der Altmark stammen.
Am 2. Oktober 1786 wurde der preußische Kammerherr Ludwig von Wreech in den preußischen Grafenstand gehoben.

## Wappen
- Das Stammwappen zeigt in Blau ein sechsspeichiges silbernes Rad. Auf dem Helm mit blau-silbernen Decken ein offener silberner Flug.
- Das gräfliche Wappen von 1786 zeigt in Blau ein achtspeichiges silbernes Rad. Auf drei Helmen mit blau-silbernen Decken rechts und links je ein schwarzer Flügel, in der Mitte der offene weiße Fluig des Stammhelms. Als Schildhalter zwei königlich gekrönte, widersehende schwarze Adler.

## Bekannte Familienmitglieder
- Joachim Friedrich von Wreech (1650–1724), brandenburgischer General der Kavallerie
- Adam Friedrich von Wreech (1689–1746), preußischer Generalleutnant
- Louise Eleonore von Wreech (1708–1784), geborene von Schöning, Enkelin des kursächsischen Generalfeldmarschalls Hans Adam von Schöning und Erbin von Schloss Tamsel (Gemahlin des Vorigen)
- Ludwig von Wreich, auch von Wreech (1734–1795), Kammerherr und Hofmarschall des Prinzen Heinrich von Preußen